# Chi Dù dì
Chi Dù dì hay Cú đại bàng, tên khoa học Bubo là một chi chim trong họ Strigidae.

## Các loài
Bao gồm các loài chim kiểu cú mèo với kích thước lớn (khoảng 0,5 - 4,5 kg), bao gồm những loài lớn nhất trong Họ Cú mèo cũng như Bộ Cú. Thường được gọi dưới tên cú đại bàng (Eagle owl), cú sừng (Horned owl), cú cá hay cú bắt cá (fish owl và fishing owl), dù dì (tên tiếng Việt).
Chi Bubo có khoảng 25 loài, phân bố hầu khắp trên thế giới, từ vùng cực Bắc cho tới các vùng nhiệt đới, ngoại trừ châu Đại Dương và châu Nam Cực. Hai loài Cú sừng là các loài duy nhất sống ở Nam Mỹ.
Giống như các loài cú khác, hầu hết các loài trong chi Bubo có lối sống về đêm, tuy nhiên do điều kiện sống đặc biệt mà loài Cú tuyết cũng săn mồi vào ban ngày. Chúng săn mồi dựa vào thính giác và thị giác, với cơ bắp khỏe, móng sắc và mỏ nhọn. Chúng bắt mồi bằng chân tương tự các loài chim săn mồi khác.
Hầu hết chúng săn những động vật nhỏ như chim, động vật gặm nhấm, hay bò sát. Một số bắt cá và các động vật thủy sinh như là thức ăn chính. Những loài lớn nhất như Cú đại bàng Á Âu có thể săn được những con mồi lớn hơn như thỏ, gà gô, hay thậm chí cả cáo.
- Nhóm cú đại bàng

| STT | Tên khoa học      | Tên tiếng Việt       | Chiều dài (cm) | Sải cánh (cm) | Khối lượng (kg) | Phân bố                                          | Hình ảnh |
| --- | ----------------- | -------------------- | -------------- | ------------- | --------------- | ------------------------------------------------ | -------- |
| 1   | Bubo bubo         | Cú đại bàng Á Âu     | 58 - 71        | 160 - 200     | 1,6 – 4,2       | Đại lục Á-Âu                                     |          |
| 2   | Bubo lacteus      | Cú đại bàng Verreaux | 58 – 66        | 140 - 190     | 1,6 – 3,1       | châu Phi hạ Sahara                               |          |
| 3   | Bubo scandiacus   | Cú tuyết             | 53 - 66        | 140 – 160     | 0,7 – 3,0       | Bắc Á, Bắc Âu, Bắc Mỹ                            |          |
| 4   | Bubo ascalaphus   | Cú đại bàng Pharaoh  | 45 - 50        | -             | 1,9 - 2,3       | Bắc Phi, Tây Nam Á                               |          |
| 5   | Bubo virginianus  | Cú sừng châu Mỹ      | 45 – 60        | 90 - 150      | 1,0 – 2,1       | châu Mỹ                                          |          |
| 6   | Bubo capensis     | Dù dì Cape           | 45 - 58        | ~120          | 0,9 -1,8        | Đông và Nam Phi                                  |          |
| 7   | Bubo nipalensis   | Dù dì Nepal          | 50 - 63        | -             | 1,3 - 1,5       | Nam và Đông Nam Á                                |          |
| 8   | Bubo shelleyi     | Dù dì Shelley        | 55 - 60        | -             | 1,3             | Tây Phi                                          |          |
| 9   | Bubo bengalensis  | Dù dì Bengan         | 50 – 56        | 120 – 150     | 1,1 -1,8        | Nam Á                                            |          |
| 10  | Bubo coromandus   | Dù dì nâu            | 48 – 53        | -             | -               | Nam và Đông Nam Á                                |          |
| 11  | Bubo vosseleri    | Dù dì Usambara       | 45 - 50        | -             | 0,8 – 1,1       | Tanzania – Đông Phi                              |          |
| 12  | Bubo magellanicus | Cú sừng nhỏ          | ~45            | -             | 0,8             | Nam Mỹ                                           |          |
| 13  | Bubo philippensis | Dù dì Philippine     | 40 – 50        | 120           | -               | Philippine - Đông Nam Á                          |          |
| 14  | Bubo africanus    | Dù dì đốm châu Phi   | 40 – 45        | 100 - 140     | 0,6 - 0,9       | Trung và Nam Phi, phía nam Bán đảo Ả rập – Tây Á |          |
| 15  | Bubo poensis      | Dù dì Fraser         | 39 – 44        | -             | 0,6 – 0,8       | Tây Phi                                          |          |
| 16  | Bubo sumatranus   | Dù dì vằn Sumatra    | 40 – 46        | -             | 0,6             | Đông Nam Á                                       |          |
| 17  | Bubo leucostictus | Dù dì Akun           | 40 – 46        | -             | 0,5 -0,6        | Trung và Tây Phi                                 |          |
| 18  | Bubo cinerascens  | Dù dì xám            | 43             | -             | 0,5             | Trung Phi cận Sahara                             |          |

- Nhóm cú cá

| STT | Tên khoa học     | Tên tiếng Việt        | Chiều dài (cm) | Sải cánh (cm) | Khối lượng (kg) | Phân bố           | Hình ảnh                          |
| --- | ---------------- | --------------------- | -------------- | ------------- | --------------- | ----------------- | --------------------------------- |
| 1   | Bubo blakistoni  | Dù dì Blakiston       | 60 - 71        | 180 – 200     | 3,1 - 4,6       | Đông Bắc Á        |                                   |
| 2   | Bubo peli        | Dù dì Pel             | 50 – 60        | 150           | 2,1 - 2,3       | Trung và Nam Phi  |                                   |
| 3   | Bubo flavipes    | Dù dì hung            | 48 – 58        | -             | 1,6             | Nam và Đông Nam Á |                                   |
| 4   | Bubo zeylonensis | Dù dì nâu phương đông | 48 – 58        | -             | 1,1 -2,5        | Nam và Đông Nam Á | Tập tin:Brown fishing owl.jpg nhỏ |
| 5   | Bubo ketupu      | Dù dì Malay           | 40 - 48        | -             | 1,0 – 2,1       | Đông Nam Á        |                                   |
| 6   | Bubo ussheri     | Dù dì lửa             | 46 - 51        | -             | 0,7 – 0,8       | Tây Phi           |                                   |
| 7   | Bubo bouvieri    | Dù dì vân             | 46 – 51        | -             | -               | Trung Phi         |                                   |

## Hình ảnh

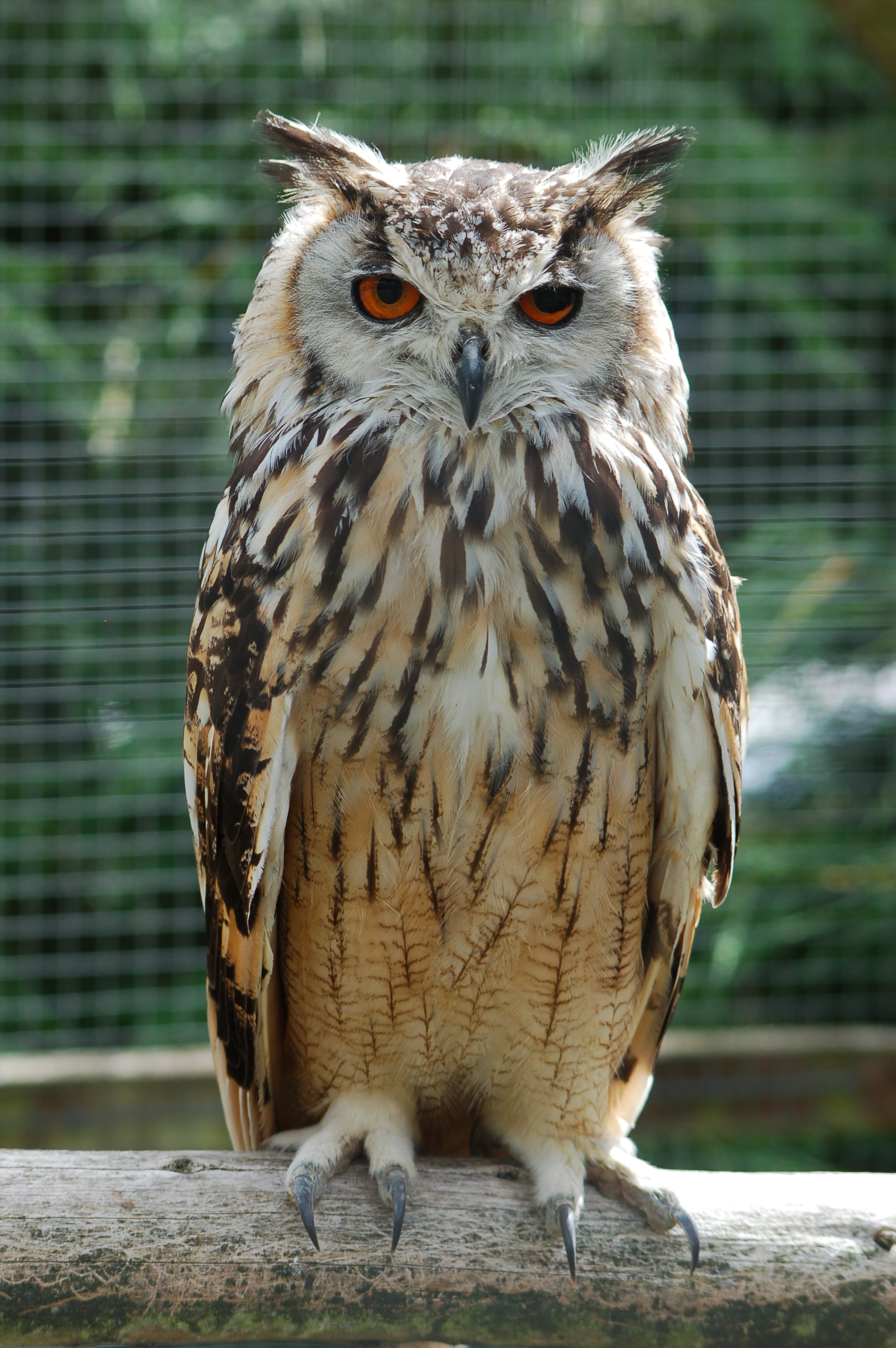
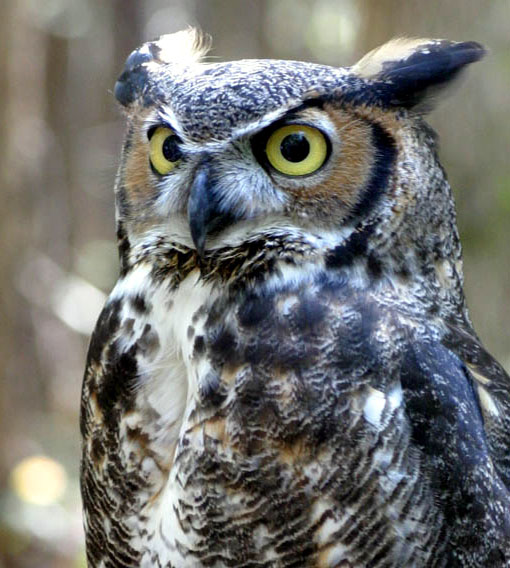
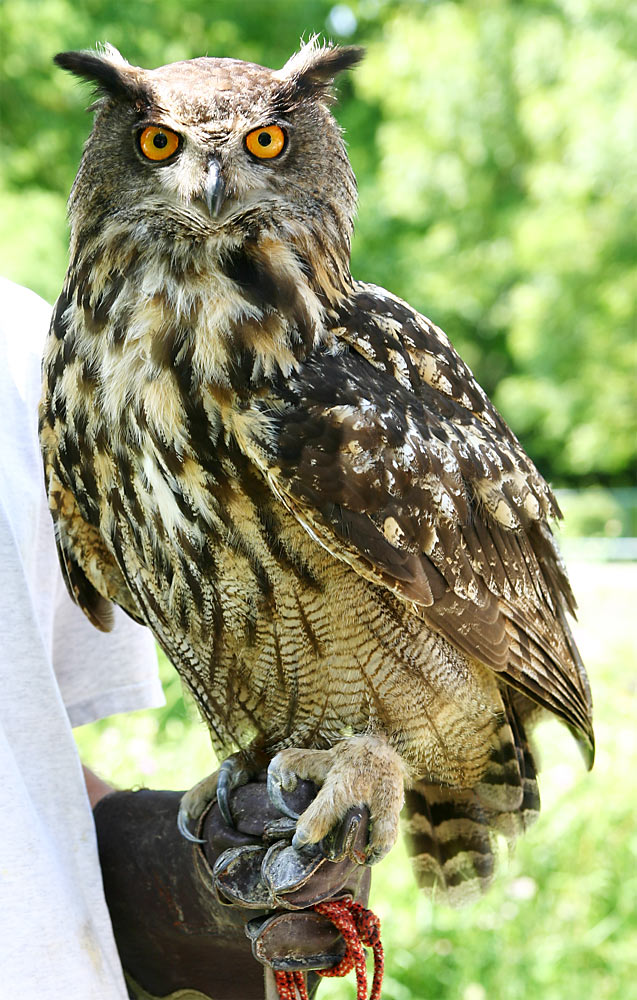
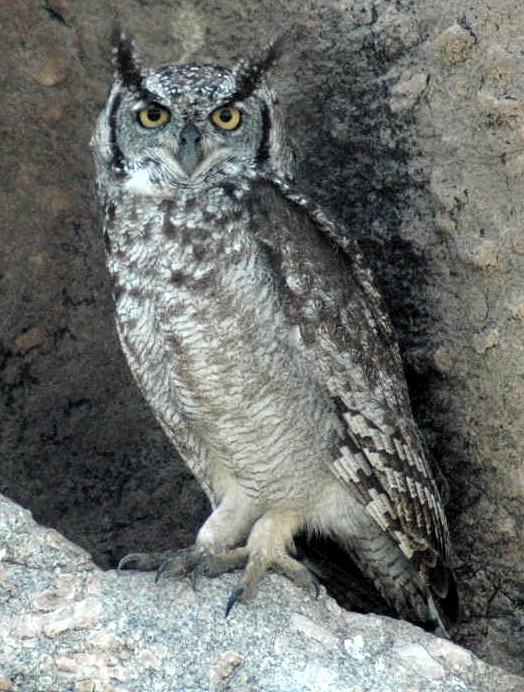
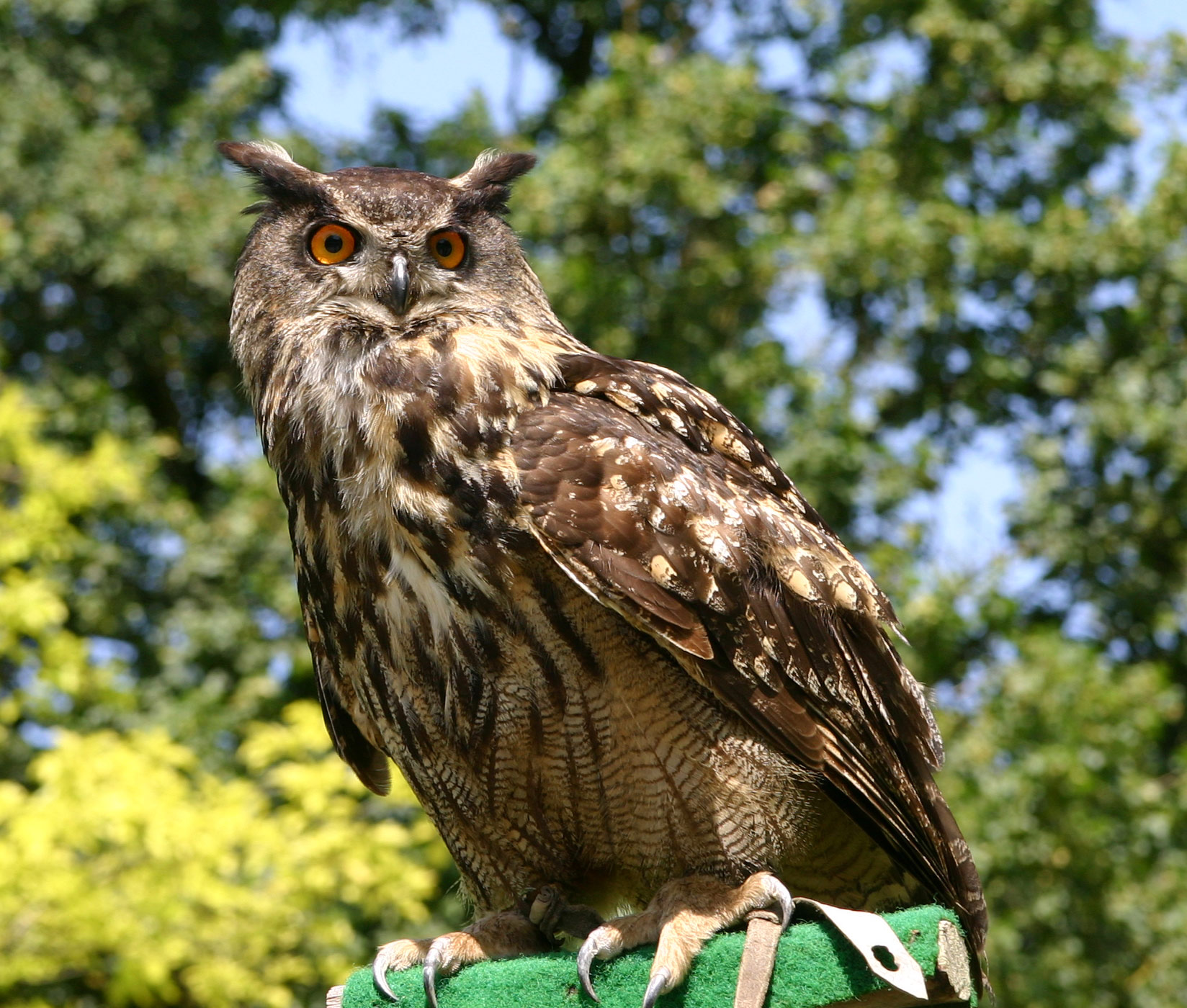